# 14 lipca
14 lipca jest 195. (w latach przestępnych 196.) dniem w kalendarzu gregoriańskim. Do końca roku pozostaje 170 dni.

## Święta
- Imieniny obchodzą: Angelina, Bohdan, Damian, Dobrogost, Feliks, Fokas, Franciszek, Henryk, Herakles, Jakub, Kamil, Kosma, Marcelin, Tuskana, Ulryk i Wincenty.
- Francja, Polinezja Francuska, Nowa Kaledonia, Saint-Barthélemy, Saint-Martin, Saint Pierre i Miquelon, Reunion – Dzień Zdobycia Bastylii[1]
- Irak – Święto Narodowe
- Szwecja – Victoriadagen (pol. „Dzień Wiktorii”) – coroczne obchody urodzin następczyni tronu Szwecji, księżniczki koronnej, Wiktorii.
- Wspomnienia i święta w Kościele katolickim[2][3] obchodzą:
  - bł. Angelina Marsciano (zakonnica)[4]
  - św. Dentelin (dziecko) (również 16 marca)
  - św. Deusdedit z Canterbury (arcybiskup)
  - św. Franciszek Solano[5]
  - św. Henryk (król Niemiec)
  - bł. Humbert z Romans (generał zakonu)
  - bł. Jakub de Voragine (biskup)
  - św. Kamil de Lellis (prezbiter)
  - św. Wincenty Madelgariusz (benedyktyn) (również 20 września; ojciec św. Dentelina)

## Wydarzenia w Polsce

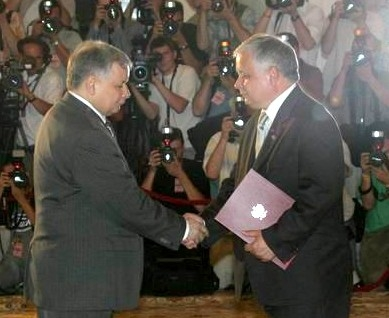
Powołanie i zaprzysiężenie Jarosława Kaczyńskiego na prezesa Rady Ministrów przez prezydenta RP Lecha Kaczyńskiego 14 lipca 2006

- 1478 – Książę Wiktoryn z Podiebradów uzyskał tytuł prawny do księstwa rybnicko-żorsko-pszczyńskiego, którym rządził od 1474 roku z łaski króla Węgier i Chorwacji oraz antykróla Czech Macieja Korwina.
- 1479 – Biskup płocki Kazimierz III erygował parafię Trójcy Przenajświętszej w Grajewie.
- 1520 – Wojna pruska: załoga krzyżacka w Braniewie dokonała niespodziewanego wypadu na szaniec oblegających miasto wojsk polskich, które straciły 120 zaciężnych.
- 1792 – Wojna polsko-rosyjska: zwycięstwo wojsk rosyjskich w bitwie pod Wojszkami.
- 1826 – Runęła wieża lwowskiego ratusza, niszcząc znaczną część obiektu i grzebiąc pod swymi gruzami 8 osób.
- 1831 – Powstanie listopadowe: zwycięstwo powstańców w II bitwie pod Mińskiem Mazowieckim.
- 1844 – Rozpoczęto budowę Dworca Wiedeńskiego w Warszawie.
- 1849 – Ukazało się ostatnie wydanie „Dziennika Górnośląskiego”.
- 1893 – We Wrocławiu uruchomiono pierwszą linię tramwaju elektrycznego.
- 1898 – Grekokatolików na ziemiach polskich pod zaborem rosyjskim uznano za wyznawców prawosławia.
- 1903 – Zakończyła się powódź w Krakowie i zachodniej Galicji (12-14 lipca).
- 1915 – I wojna światowa: zwycięstwo wojsk niemieckich nad rosyjskimi w II bitwie przasnyskiej.
- 1920 – Wojna polsko-bolszewicka: oddziały polskie po walkach z Litwinami i bolszewikami zostały wycofane z Wilna.
- 1929 – W Warszawie rozpoczął się I Zjazd Polaków z Zagranicy.
- 1943 – W Kołodnie w powiecie krzemienieckim oddziały UPA zamordowały 496 osób, w tym prawie 300 dzieci.
- 1946 – Pierwszy kongres Stronnictwa Demokratycznego.
- 1961 – Sejm PRL przyjął ustawę wprowadzającą użytkowanie wieczyste.
- 1966 – Aresztowano seryjnego mordercę Karola Kota („Wampira z Krakowa”). 14 lipca 1967 roku został skazany na karę śmierci.
- 1969 – W Olsztynie oddano do użytku maszt radiowo-telewizyjny, obecnie druga najwyższa konstrukcja w Polsce (356,5 m).
- 1971 – W Warszawie otwarto nowo wybudowany gmach ambasady Francji.
- 1973 – W Raciborzu odsłonięto Pomnik Matki Polki.
- 1981 – Rozpoczął się IX Nadzwyczajny Zjazd PZPR.
- 1983 – Sejm PRL przyjął ustawę o urzędzie Ministra Spraw Wewnętrznych i zakresie działania podległych mu organów, legalizującą istnienie Służby Bezpieczeństwa
- 1984 – W Kiekrzu koło Poznania odbyły się pierwsze w kraju zawody triathlonowe.
- 2006 – Został zaprzysiężony rząd Jarosława Kaczyńskiego.
- 2011 – Nad powiatem opoczyńskim w województwie łódzkim przeszła trąba powietrzna.
- 2012 – Nad województwem pomorskim[6] i kujawsko-pomorskim przeszły trąby powietrzne niszcząc około 400 ha drzewostanu, m.in. w Borach Tucholskich.
- 2014 – W Zatorze otwarto Energylandię – największy park rozrywki w Polsce.

## Wydarzenia na świecie

Zdobycie Bastylii (1789) na obrazie Jean-Pierre’a Houëla

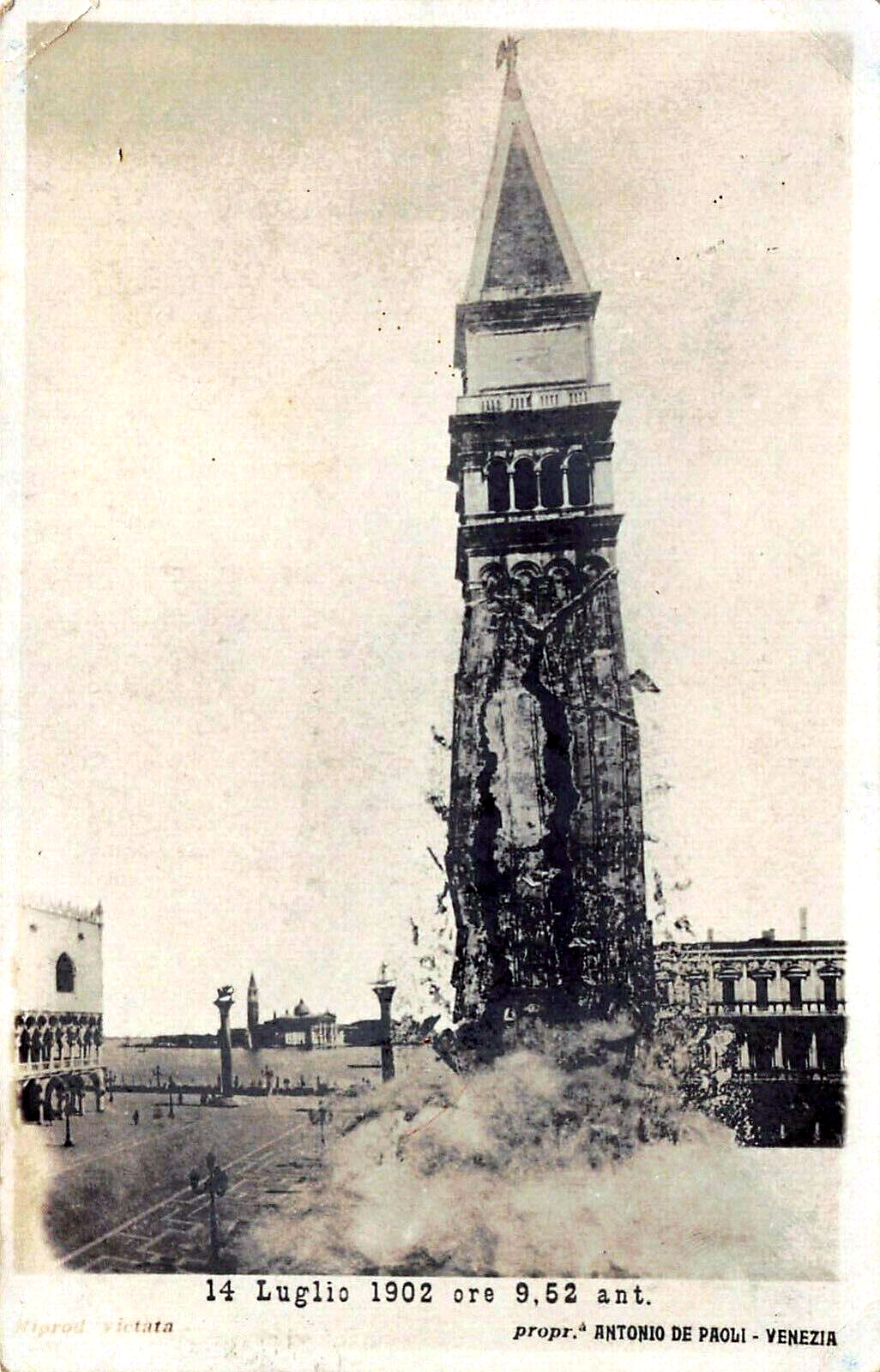
Fotomontaż przedstawiający zawalanie się dzwonnicy św. Marka w Wenecji

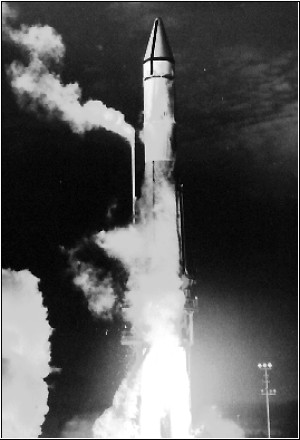
Start Surveyora 4

- 939 – Stefan VIII został papieżem.
- 982 – Zwycięstwo Saracenów nad wojskami cesarza Ottona II w bitwie pod Krotoną.
- 1021 – Metropolita kijowski Jan I ustanowił przy relikwiach świętych książąt rosyjskich Borysa i Gleba dzień ich czczenia.
- 1223 – Ludwik VIII Lew został królem Francji.
- 1420 – I krucjata antyhusycka: zwycięstwo husytów pod wodzą Jana Žižki w bitwie o Witkową Górę nad oblegającymi Pragę wojskami króla niemieckiego Zygmunta Luksemburskiego.
- 1455 – Wojna trzynastoletnia: decydujące zwycięstwo wojsk krzyżackich nad siłami Związku Pruskiego w bitwie o Knipawę (13 kwietnia-14 lipca).
- 1467 – Wojska biskupa wrocławskiego Jodoka z Rożemberka, sprzymierzonego z czeską i śląską szlachtą przeciwko królowi Czech Jerzemu z Podiebradów, zdobyły i zburzyły zamek Edelštejn w paśmie Jesioników.
- 1471 – Zwycięstwo wojsk moskiewskich nad wojskami nowogrodzkimi w bitwie nad Szełonią.
- 1500 – II wojna litewsko-moskiewska: wojska litewskie poniosły klęskę w bitwie nad Wiedroszą.
- 1535 – W trakcie ekspedycji militarnej hiszpańskich Habsburgów pod wodzą cesarza Karola V do kontrolowanego przez Osmanów Tunisu upadła twierdza La Golletta.
- 1540 – Założono miasto Buenaventura w Kolumbii.
- 1555 – Papież Paweł IV wydał bullę Cum nimis absurdum, w której określał warunki utworzenia w Rzymie getta żydowskiego.
- 1564 – Papież Pius IV erygował diecezję Orihueli (obecnie Orihueli-Alicante) w Hiszpanii.
- 1570 – Papież Pius V wydał konstytucję apostolską Quo primum ustanawiającą Wieczny Kanon Mszy Świętej, tzw. trydenckiej.
- 1581 – Pod zarzutem zdrady stanu został aresztowany angielski jezuita Edmund Campion.
- 1650 – Założono miasto Ejido w Wenezueli.
- 1677 – Wojna skańska: zwycięstwo wojsk szwedzkich nad duńskimi w bitwie pod Landskroną.
- 1683 – V wojna austriacko-turecka: wojska tureckie rozpoczęły oblężenie Wiednia.
- 1691 – Kardynał Fabrizio Spada został sekretarzem stanu Stolicy Apostolskiej.
- 1700 – Zawarto turecko-rosyjski traktat pokojowy w Konstantynopolu.
- 1708 – III wojna północna: zwycięstwo wojsk szwedzkich króla Karola XII nad rosyjskimi w bitwie pod Hołowczynem.
- 1714 – III wojna północna: Rosjanie pokonali znacznie silniejszą flotę szwedzką w bitwie pod Aland.
- 1720 – Podpisano pokój we Frederiksborgu kończący konflikt między Szwecją a Królestwem Danii i Norwegii w ramach III wojny północnej.
- 1726 – Ukazem cara zniesiono pułki serdiuckie na Ukrainie.
- 1771 – W Kalifornii została założona misja św. Antoniego z Padwy.
- 1789 – Zdobycie i zburzenie Bastylii przez lud Paryża dało początek rewolucji francuskiej.
- 1790 – Rewolucja francuska: w Paryżu odbyły się pierwsze obchody Święta Federacji.
- 1794 – Rewolucja francuska: odbyło się pierwsze publiczne wykonanie Pieśni wymarszu z muzyką Étienne’a Méhula i tekstem Marie-Josepha Chéniera, będącej hymnem żołnierzy republikańskich wyruszających do walki, a w czasach I Cesarstwa Francuskiego francuskim hymnem państwowym.
- 1795 – Rewolucja francuska: Marsylianka została ustanowiona francuskim hymnem państwowym.
- 1797 – Napoleon Bonaparte utworzył we Włoszech marionetkową Republikę Liguryjską.
- 1798:
  - Pod francuską okupacją ukazało się pierwsze wydanie pierwszej w historii Wysp Maltańskich francusko- i włoskojęzycznej gazety „Journal de Malte”.
  - W USA pisanie, publikowanie lub rozgłaszanie fałszywych lub wrogich wobec rządu informacji zostało uznane za przestępstwo federalne.
- 1808:
  - 30-letnia Marie Paradis, jako pierwsza kobieta, stanęła na wierzchołku Mont Blanc.
  - Wojna fińska: zwycięstwo wojsk szwedzkich nad rosyjskimi w bitwie pod Lapua.
  - Wojna na Półwyspie Iberyjskim: wojska francuskie rozgromiły armię hiszpańską w bitwie pod Medina del Rio Seco.
- 1825 – Kamehameha III został królem Hawajów.
- 1832 – W USA zwolniono handel opium z podatków federalnych.
- 1845 – Wielki pożar Nowego Jorku.
- 1850 – W USA po raz pierwszy uruchomiono na skalę przemysłową produkcję sztucznego lodu. Dr John Gorrie wytworzył bloki lodowe o rozmiarach cegły. W 1851 roku opatentował już wdrożony proces.
- 1851 – Zwycięstwo kanadyjskich Metysów nad Siuksami w bitwie pod Grand Coteau w Dakocie Północnej.
- 1853 – W Nowym Jorku otwarto New York Crystal Palace.
- 1861 – Nieudany zamach na króla Prus Wilhelma I Hohenzollerna w Baden-Baden.
- 1863 – Rząd carski odrzucił noty rządów Wielkiej Brytanii, Francji i Austrii w sprawie amnestii i ustępstw dla Królestwa Polskiego w ramach Konstytucji z 1815 roku.
- 1864 – W Montanie odkryto złoża złota.
- 1865 – Brytyjski wspinacz Edward Whymper wraz z sześcioosobowym zespołem jako pierwsi zdobyli szczyt Matterhorn w Alpach Zachodnich.
- 1867 – Alfred Nobel zademonstrował działanie dynamitu.
- 1868 – Amerykanin Alvin J. Fellows opatentował taśmę mierniczą.
- 1874 – Christen Andreas Fonnesbech został premierem Danii.
- 1877 – W Martinsburgu w Wirginii Zachodniej rozpoczął się strajk kolejarzy, który rozszerzył się na wszystkie północne stany USA i został stłumiony po 45 dniach walk przez prywatne policje i wojska federalne.
- 1881 – Rewolwerowiec Billy Kid został zastrzelony w Nowym Meksyku przez szeryfa Pata Garretta.
- 1889 – W Paryżu powstała Druga Międzynarodówka.
- 1899 – Brazylijczycy zamieszkujący wówczas boliwijską prowincję Acre ogłosili powstanie niepodległej Republiki Acre. Została ona zlikwidowana przez wojska boliwijskie w marcu 1900 roku.
- 1900 – Powstanie bokserów: międzynarodowy korpus interwencyjny wylądował w Tiencinie.
- 1902 – W Wenecji zawaliła się dzwonnica św. Marka.
- 1908 – Tarō Katsura po raz drugi został premierem Japonii.
- 1909:
  - Na kanale La Manche zatonął po staranowaniu przez węglowiec „Eddystone“ brytyjski okręt podwodny HMS C11, w wyniku czego zginęło 13 spośród 16 członków załogi.
  - Theobald von Bethmann Hollweg został kanclerzem Niemiec i premierem Prus.
- 1913 – W brazylijskim mieście Cachoeirinha założono klub piłkarski EC Cruzeiro.
- 1914:
  - Amerykanin Robert Goddard otrzymał patent na napęd rakietowy na paliwo ciekłe. Jego rakieta miała 12,5 m wysokości.
  - Pod naciskiem USA prezydent Meksyku Victoriano Huerta podał się do dymisji.
- 1916 – I wojna światowa: na Morzu Północnym brytyjski okręt podwodny HMS H5 zatopił niemiecką jednostkę tej samej klasy SM U-51, w wyniku czego zginęło 34 spośród 38 członków załogi.
- 1917 – Georg Michaelis został kanclerzem Niemiec i premierem Prus.
- 1920 – Ukazało się pierwsze wydanie niemieckiego czasopisma sportowego „Kicker”.
- 1921 – Oskarżeni o zamordowanie w 1920 roku dwóch osób podczas napadu rabunkowego robotnicy i anarchiści pochodzenia włoskiego Ferdinando Sacco i Bartolomeo Vanzetti, mimo wątpliwych dowodów i posiadania alibi, zostali skazani przez sąd w Dedham w stanie Massachusetts na karę śmierci na krześle elektrycznym.
- 1925 – Dokonano oblotu prototypu litewskiego samolotu szkolnego ANBO-I.
- 1927 – Odbył się pierwszy komercyjny lot samolotowy na Hawaje.
- 1933 – W Niemczech zdelegalizowano wszystkie partie polityczne oprócz Narodowosocjalistycznej Niemieckiej Partii Robotników (NSDAP).
- 1934:
  - Minister sprawiedliwości III Rzeszy Franz Gürtner odebrał przysięgę od sędziów Trybunału Ludowego.
  - W Brukseli emigracyjne środowiska Azerów, Gruzinów i Górali kaukaskich zawarły Pakt Konfederacji Kaukaskiej.
- 1938 – Benito Mussolini opublikował antysemicki Manifest Rasy.
- 1939 – Magadan nad Morzem Ochockim otrzymał prawa miejskie.
- 1940 – W Estonii, na Łotwie i na Litwie odbyły się wybory do proradzieckich parlamentów.
- 1942 – Holocaust: rozpoczęły się wywózki Żydów z Amsterdamu do obozu koncentracyjnego w Westerbork.
- 1943:
  - Operacja „Husky”: po zdobyciu lotniska pod Santo Pietro w południowej Sycylii amerykańscy żołnierze zamordowali 73 jeńców (71 Włochów i 2 Niemców).
  - W Londynie sformowano rząd Stanisława Mikołajczyka.
- 1944 – Front zachodni: w wyniku alianckiego nalotu bombowego w Kaiserslautern rozpętała się burza ogniowa.
- 1945 – Wojna na Pacyfiku: okręty amerykańskie po raz pierwszy ostrzelały główne wyspy Japonii.
- 1948 – I wojna arabsko-izraelska: propagandowy nalot 3 izraelskich bombowców na pałac króla Faruka I w Kairze.
- 1958:
  - Ostatni król Iraku Fajsal II został zamordowany wraz z rodziną podczas puczu wojskowego pod wodzą gen. Abd al-Karim Kasima.
  - Papież Pius XII ogłosił encyklikę Meminisse Iuvat.
- 1959 – Zwodowano krążownik USS „Long Beach”, pierwszy nawodny okręt o napędzie atomowym.
- 1960 – W pożarze szpitala psychiatrycznego w mieście Gwatemala zginęło 225 osób.
- 1961:
  - Martti Miettunen został premierem Finlandii.
  - Papież Jan XXIII ogłosił encyklikę Mater et Magistra.
- 1962 – Zakończono drążenie tunelu pod Mont Blanc.
- 1964 – Francuz Jacques Anquetil wygrał po raz piąty Tour de France.
- 1965 – Australijczyk Ron Clarke jako pierwszy osiągnął podczas zawodów w Oslo rezultat poniżej 28 minut w biegu na 10 000 metrów (27:39,4).
- 1966 – 24-letni Richard Speck zamordował 8 studentek pielęgniarstwa w internacie w południowej części Chicago.
- 1967 – Ukazał się album Bee Gees 1st brytyjskiej grupy Bee Gees.
- 1969:
  - Premiera filmu Swobodny jeździec w reżyserii Dennisa Hoppera.
  - Wojna futbolowa: wojska Salwadoru przekroczyły granicę z Hondurasem.
  - Wycofano z obiegu banknoty o nominałach 500, 1000, 5000 i 10000 dolarów amerykańskich.
- 1970 – Ukazał się debiutancki album brytyjskiego zespołu Supertramp pt. Supertramp.
- 1971:
  - Ólafur Jóhannesson został premierem Islandii.
  - Otwarto po odbudowie bazylikę św. Anny w Jerozolimie, która została poważnie uszkodzona w czasie wojny sześciodniowej w czerwcu 1967 roku.
- 1972:
  - Założono norweski koncern naftowy Statoil.
  - ZSRR przeprowadził podziemną próbę atomową.
- 1974 – Z plaży nad jeziorem Sammamish w stanie Waszyngton seryjny morderca Ted Bundy w odstępie czterech godzin uprowadził i zamordował dwie młode kobiety.
- 1976:
  - Gen. António Ramalho Eanes został prezydentem Portugalii.
  - Jimmy Carter uzyskał nominację Partii Demokratycznej do wyborów prezydenckich.
  - Zakończono budowę linii kolejowej łączącej Tanzanię z Zambią.
- 1978:
  - Henri Maïdou został premierem Republiki Środkowoafrykańskiej.
  - Obrońca praw człowieka Natan Szaranski (Anatolij Szczaranskij) został skazany za zdradę ZSRR na 13 lat ciężkich robót.
- 1980 – W pożarze domu starców w kanadyjskim mieście Mississauga w prowincji Ontario zginęło 21 osób, a 35 odniosło obrażenia.
- 1986 – W przemówieniu z okazji Dnia Bastylii prezydent François Mitterrand oświadczył, że nie podpisze dekretu rządu Jacquesa Chiraca o reprywatyzacji 65 przedsiębiorstw państwowych.
- 1987:
  - W wyniku wybuchu dwóch samochodów-pułapek w pakistańskim Karaczi zginęły 72 osoby, a ponad 250 zostało rannych.
  - Zniesiono obowiązujący od 1949 roku stan wojenny na Tajwanie.
- 1992 – Zawarto gruzińsko-rosyjskie zawieszenie broni w czasie wojny w Osetii Południowej.
- 1997:
  - W zamachu bombowym w Algierze zginęło 21 osób.
  - Zawalił się tymczasowy most dla pieszych na rzece Jarkon w Tel Awiwie, w wyniku czego zginęło 4 członków delegacji australijskiej, a 60 innych sportowców (uczestników Olimpiady Machabejskiej) zostało rannych.
- 1999:
  - Mekere Morauta został premierem Papui-Nowej Gwinei.
  - Po 17 latach przerwy wznowiono komunikację lotniczą między Argentyną a Falklandami.
- 2002 – Podczas parady wojskowej w Paryżu doszło do nieudanego zamachu na prezydenta Jacques’a Chiraca.
- 2003:
  - W USA wybuchł skandal polityczny po ujawnieniu w prasie tożsamości agentki CIA (tzw. sprawa Plame).
  - Wikipedia węgierskojęzyczna zamieściła pierwszy artykuł o zespole muzycznym Omega.
- 2004 – Ahmad Nazif został premierem Egiptu.
- 2007 – Rosja wycofała się z Traktatu o konwencjonalnych siłach zbrojnych w Europie.
- 2009:
  - Jerzy Buzek został przewodniczącym Parlamentu Europejskiego.
  - W afgańskiej prowincji Helmand talibowie zestrzelili śmigłowiec wiozący zaopatrzenie do brytyjskiej bazy wojskowej Sangin, w wyniku czego zginęła 6-osobowa ukraińska załoga.
  - W Zahedanie w południowo-wschodnim Iranie powieszono 13 członków rebelianckiego ugrupowania Jundullah.
- 2011 – Sudan Południowy został przyjęty do ONZ.
- 2012 – 18 osób zginęło, a 43 zostały ranne w samobójczym zamachu bombowym na uczestników wesela córki jednego z afgańskich ministrów w miejscowości Aybak na północy kraju.
- 2013 – W Indiach zamknięto ostatni na świecie system telegraficzny.
- 2015 – Rosyjski strategiczny samolot bombowy Tu-95 rozbił się na niezamieszkanym terenie w Kraju Chabarowskim, w wyniku czego zginęło 2 z 7 członków załogi.
- 2016 – Podczas obchodów Święta Narodowego Francji 34-letni obywatel Tunezji Mohamed Lahouaiej Bouhlel wjechał ciężarówką w tłum na Promenadzie Anglików w Nicei, w wyniku czego zginęło na miejscu lub zmarło w szpitalach 86 osób, a 202 zostały ranne. Sprawca zamachu został zastrzelony przez policję.
- 2022 – Inwazja Rosji na Ukrainę: w wyniku rosyjskiego ataku rakietowego na Winnicę zginęło 27 osób (w tym troje dzieci), a ponad 100 zostało rannych.

## Eksploracja kosmosu
- 1965 – Amerykańska sonda Mariner 4 przesłała na Ziemię pierwsze w historii zdjęcia powierzchni Marsa (regionów Cebrenia, Arcadia i Amazonis) wykonane z wysokości ok. 17000 km.
- 1967 – Została wystrzelona amerykańska sonda księżycowa Surveyor 4.
- 2015 – Amerykańska sonda New Horizons po ponad 9 latach lotu dotarła w okolice Plutona.

## Urodzili się
- 926 – Murakami, cesarz Japonii (zm. 967)
- 1294 – Obizzo III d’Este, senior Ferrary i Modeny (zm. 1352)
- 1448 – Filip Wittelsbach, elektor Palatynatu (zm. 1508)
- 1454 – Angelo Poliziano, włoski pisarz, humanista (zm. 1494)
- 1515 – Filip I, książę pomorski, szczeciński i wołogoski (zm. 1560)
- 1602 – Jules Mazarin, francuski kardynał, pierwszy minister Francji (zm. 1661)
- 1610 – Ferdynand II Medyceusz, wielki książę Toskanii (zm. 1670)
- 1634 – Pasquier Quesnel, francuski teolog (zm. 1719)
- 1637 – Ferdinand Bonaventura von Harrach, austriacki arystokrata, dyplomata (zm. 1706)
- 1657 – Feliks Ignacy Kretkowski, polski duchowny katolicki, biskup chełmiński (zm. 1730)
- 1671 – Jacques d’Allonville de Louville, francuski oficer, astronom, matematyk (zm. 1732)
- 1675 – Claude Alexandre de Bonneval, francuski i turecki dowódca wojskowy (zm. 1747)
- 1676 – Caspar Abel, niemiecki teolog, historyk, poeta (zm. 1763)
- 1699:
  - Vere Beauclerk, brytyjski arystokrata, admirał, polityk (zm. 1781)
  - Philipp Ludwig von Sinzendorf, austriacki duchowny katolicki, biskup győrski i wrocławski, kardynał (zm. 1747)
- 1714 – Jakub Walerian Tumanowicz, polski duchowny ormiańskokatolicki, arcybiskup lwowski (zm. 1798)
- 1716 – Ludwig Siegfried Vitzthum von Eckstädt, saski dyplomata, polityk (zm. 1777)
- 1743 – Gawriił Dierżawin, rosyjski poeta (zm. 1816)
- 1749 – Maria Scholastyka Józefa od św. Jakuba Leroux, francuska urszulanka, męczennica, błogosławiona (zm. 1794)
- 1755 – Michel de Beaupuy, francuski generał (zm. 1796)
- 1759 – Jan Gwalbert Wiśniewski, polski szlachcic, polityk (zm. ?)
- 1771 – Karl Rudolphi, niemiecki zoolog, botanik, anatom (zm. 1832)
- 1777 – Łukasz Jaskólski, polski podpułkownik, uczestnik powstania listopadowego (zm. 1851)
- 1782 – Maksymilian Habsburg-Este, arcyksiążę austriacki, wielki mistrz zakonu krzyżackiego (zm. 1863)
- 1783 – Jan Wincenty Bandtkie, polski historyk prawa, edytor, leksykograf pochodzenia niemieckiego (zm. 1846)
- 1787:
  - Seweryn Krzyżanowski, polski podpułkownik, działacz konspiracyjny, zesłaniec (zm. 1839)
  - Józef Bonawentura Załuski, polski generał, uczestnik powstania listopadowego, poeta, pamiętnikarz, publicysta (zm. 1866)
- 1788 – Jeanne-Émilie Leverd, francuska aktorka (zm. 1843)
- 1790 – Paweł Maliński, polski rzeźbiarz pochodzenia czeskiego (zm. 1853)
- 1793 – George Green, brytyjski matematyk, fizyk (zm. 1841)
- 1794 – Henryk Małachowski, polski hrabia, ziemianin, major, uczestnik powstania listopadowego, zesłaniec (zm. 1864)
- 1795 – Eleanor Anne Porden, brytyjska poetka (zm. 1825)
- 1798 – Alessandro Antonelli, włoski architekt, wykładowca akademicki (zm. 1888)
- 1799 – Leon Potocki, polski pisarz, pamiętnikarz (zm. 1864)
- 1800 – Jean-Baptiste Dumas, francuski chemik, wykładowca akademicki, polityk (zm. 1884)
- 1801:
  - Antoni Hlebowicz, polski publicysta, urzędnik w służbie carskiej, radca stanu, wizytator szkół, tłumacz (zm. 1847)
  - Johannes Peter Müller, niemiecki przyrodnik, fizjolog, anatom, zoolog (zm. 1858)
- 1804:
  - Ludwig von Benedek, austriacki generał (zm. 1881)
  - Stanisław Chomiński, polski i rosyjski polityk, generał armii rosyjskiej (zm. 1886)
- 1808 – Heinrich Ahrens, niemiecki filozof prawa, wykładowca akademicki (zm. 1874)
- 1810:
  - James Aldrich, amerykański poeta (zm. 1856)
  - Daniel Clement Colesworthy, amerykański drukarz, wydawca, księgarz, poeta (zm. 1893)
- 1812 – August Cywolka, polski podróżnik, badacz Nowej Ziemi (zm. 1839)
- 1816 – Arthur de Gobineau, francuski dyplomata, pisarz, filozof (zm. 1882)
- 1817 – Barbara Ubryk, polska zakonnica (zm. 1898)
- 1818 – Nathaniel Lyon, amerykański generał (zm. 1861)
- 1819 – Henryk Strzelecki, polski leśnik, wykładowca akademicki (zm. 1901)
- 1823 – August Trzetrzewiński, polski prawnik, adwokat, wykładowca akademicki, urzędnik, polityk (zm. 1870)
- 1828 – Jervis McEntee, amerykański malarz (zm. 1891)
- 1829 – João Cristino da Silva, portugalski malarz (zm. 1877)
- 1830 – Henry Bird, brytyjski szachista (zm. 1908)
- 1831 – Aleksandr Gilfierding, rosyjski slawista, folklorysta, dyplomata pochodzenia niemieckiego (zm. 1872)
- 1832 – Lucien Quélet, francuski lekarz, mykolog (zm. 1899)
- 1834 – Theodor Haase, niemiecki pastor ewangelicki, polityk, wydawca prasy (zm. 1909)
- 1840 – John Lawlor Jolley, amerykański polityk (zm. 1926)
- 1842 – Christian Lundeberg, szwedzki przemysłowiec, polityk, premier Szwecji (zm. 1911)
- 1843:
  - Valentine Ball, irlandzki geolog (zm. 1894)
  - Antoni Ślósarski, polski zoolog, fotograf (zm. 1897)
- 1844 – Smith Streeter, amerykański roquesista (zm. 1930)
- 1846 – Hermann Baisch, niemieckie pejzażysta i animalista (zm. 1894)
- 1850 – Ludwig Tetmajer von Przerwa, polski profesor nauk technicznych (zm. 1905)
- 1852 – James Dwight, amerykański tenisista (zm. 1917)
- 1853 – Eduard Kullmann, niemiecki bednarz, zamachowiec (zm. 1892)
- 1854 – Jacek Malczewski, polski malarz (zm. 1929)
- 1857 – Vittorio Amedeo Ranuzzi de’ Bianchi, włoski kardynał (zm. 1927)
- 1858 – Emmeline Pankhurst, brytyjska polityk, działaczka społeczna (zm. 1928)
- 1860:
  - Jan Rządkowski, polski pułkownik piechoty armii rosyjskiej, tytularny generał broni WP (zm. 1934)
  - Owen Wister, amerykański pisarz (zm. 1938)
- 1861:
  - Kate M. Gordon, amerykańska sufrażystka, pracowniczka socjalna, działaczka społeczna (zm. 1932)
  - August Harambašić, chorwacki poeta, polityk (zm. 1911)
- 1862:
  - Józef Gabowicz, polski rzeźbiarz pochodzenia żydowskiego (zm. 1939)
  - Gustav Klimt, austriacki malarz, grafik (zm. 1918)
- 1863 – Paul Walden, niemiecki chemik, wykładowca akademicki (zm. 1957)
- 1865:
  - Annie Jones, amerykańska artystka cyrkowa (zm. 1902)
  - Bruno Sogalla, lekarz, radny (zm. 1918)[7]
- 1866:
  - Alfred Biedermann, polski fabrykant, polityk, prezydent Łodzi pochodzenia niemieckiego (zm. 1936)
  - Milica Czarnogórska, czarnogórska księżniczka, wielka księżna Rosji (zm. 1951)
  - Ragnar Östberg, szwedzki architekt (zm. 1945)
- 1868 – Gertrude Bell, brytyjska podróżniczka, pisarka, alpinistka, archeolog, doradczyni polityczna (zm. 1926)
- 1870 – Marcin Woyczyński, polski pułkownik lekarz (zm. 1944)
- 1872:
  - Irene Abendroth, austriacka śpiewaczka operowa (sopran), pedagog (zm. 1932)
  - Wiesław Gerlicz, polski inżynier elektryk, przedsiębiorca, polityk, poseł na Sejm RP (zm. 1933)
- 1873 – Zygmunt Balk, polski malarz, scenograf teatralny (zm. 1941)
- 1874:
  - André-Louis Debierne, francuski chemik, fizyk (zm. 1949)
  - Abbas II Hilmi, kedyw Egiptu (zm. 1944)
  - Jerzy Żuławski, polski prozaik, poeta, dramaturg, filozof (zm. 1915)
- 1875 – Zenobi (Drozdow), rosyjski biskup prawosławny (zm. 1942)
- 1876 – Bronisław Kolbe, polski inżynier górniczy (zm. 1941)
- 1878:
  - Wilhelm Lührs, niemiecki geodeta, wykładowca akademicki (zm. 1945)
  - Morgan G. Sanders, amerykański polityk (zm. 1956)
- 1879:
  - Woldemar Aussem, radziecki urzędnik, wojskowy, dyplomata pochodzenia niemieckiego (zm. 1936)
  - Friedrich von Cochenhausen, niemiecki generał (zm. 1946)
  - Ignacy Wasserberg, polski lekarz, filozof pochodzenia żydowskiego (zm. 1942)
  - Wacław Werner, polski fizyk, wykładowca akademicki (zm. 1948)
- 1882 – Teddy Billington, amerykański kolarz torowy pochodzenia brytyjskiego (zm. 1966)
- 1884 – Adalbert Hohenzollern, książę pruski, oficer marynarki wojennej (zm. 1948)
- 1885 – Sisavang Vong, król Laosu (zm. 1959)
- 1886 – Józef Zawadzki, polski fizykochemik, technolog, wykładowca akademicki (zm. 1951)
- 1888:
  - Kakuca Czolokaszwili, gruziński arystokrata, wojskowy (zm. 1930)
  - Odile Defraye, belgijski kolarz szosowy (zm. 1965)
  - Jacques de Lacretelle, francuski pisarz (zm. 1985)
  - Tadeusz Malinowski, polski generał brygady (zm. 1980)
  - Bohumil Mathesius, czeski poeta, tłumacz, publicysta, historyk literatury (zm. 1952)
- 1889 – Ante Pavelić, chorwacki polityk faszystowski, przywódca ustaszy, szef Niepodległego Państwa Chorwackiego, zbrodniarz wojenny (zm. 1959)
- 1890 – Ossip Zadkine, francuski rzeźbiarz pochodzenia rosyjskiego (zm. 1967)
- 1891 – Werner Rittberger, niemiecki łyżwiarz figurowy (zm. 1975)
- 1892 – Bertil Bothén, szwedzki żeglarz sportowy (zm. 1966)
- 1894 – Hal C. Kern, amerykański montażysta i producent filmowy (zm. 1985)
- 1895 – Gustaw Janecki, polski major (zm. 1970)
- 1896:
  - Ferdinando Giuseppe Antonelli, włoski kardynał (zm. 1993)
  - Buenaventura Durruti, hiszpański anarchista, działacz polityczny i związkowy (zm. 1936)
- 1897:
  - Plaek Pibulsongkram, tajski dowódca wojskowy, polityk, premier Tajlandii (zm. 1964)
  - Paul Sjöberg, fiński żeglarz sportowy (zm. 1978)
- 1898 – Harry Watson, kanadyjski hokeista (zm. 1957)
- 1899 – Koço Tashko, albański polityk komunistyczny, dyplomata (zm. 1984)
- 1900:
  - Jan Fondaliński, polski duchowny katolicki, biskup pomocniczy łódzki (zm. 1971)
  - Francesco Martino, włoski gimnastyk (zm. 1965)
  - Witold Romer, polski inżynier chemik, wykładowca akademicki (zm. 1967)
  - Bogusław Sujkowski, polski pisarz (zm. 1964)
- 1901:
  - Antonio Cerrotti, argentyński piłkarz (zm. 1979)
  - Gerald Finzi, brytyjski kompozytor pochodzenia żydowskiego (zm. 1956)
- 1902:
  - Samuel Aronson, polski chirurg pochodzenia żydowskiego (zm. ?)
  - Stanisław Horno-Popławski, polski rzeźbiarz, malarz, pedagog (zm. 1997)
  - Czesław Kuryatto, polski malarz, portrecista (zm. 1951)
  - Seweryn Nowicki, polski reżyser dubbingowy (zm. 1980)
  - Josef Toufar, czeski duchowny katolicki, ofiara prześladowań komunistycznych (zm. 1950)
  - Moderato Wisintainer, brazylijski piłkarz pochodzenia niemieckiego (zm. 1986)
- 1903:
  - Romuald Gantkowski, polski aktor, reżyser i scenarzysta filmowy (zm. 1989)
  - Mieczysław Małecki, polski językoznawca, slawista (zm. 1946)
  - Ken Murray, amerykański aktor, komik, osobowość radiowa (zm. 1988)
  - Carlos Prío Socarrás, kubański adwokat, polityk, premier i prezydent Kuby (zm. 1977)
  - Irving Stone, amerykański pisarz (zm. 1989)
- 1904:
  - Hans Bernd Gisevius, niemiecki funkcjonariusz Gestapo, dyplomata (zm. 1974)
  - Hans von Herwarth, niemiecki wojskowy, dyplomata (zm. 1999)
  - Szymon Kimmel, izraelski prawnik, adwokat, generał pochodzenia żydowskiego (zm. ?)
- 1905:
  - Jerzy Borejsza, polski wydawca, publicysta, propagandysta, działacz komunistyczny, polityk, poseł do KRN pochodzenia żydowskiego (zm. 1952)
  - Ruggero Maregatti, włoski lekkoatleta, sprinter (zm. 1963)
- 1906:
  - Olive Borden, amerykańska aktorka (zm. 1947)
  - Benedykt Heydenkorn, polski dziennikarz, historyk, działacz emigracyjny (zm. 1999)
  - Gerald William Lathbury, brytyjski generał, polityk, gubernator Gibraltaru (zm. 1978)
  - Valerio Vallanía, argentyński wszechstronny lekkoatleta (zm. 1998)
- 1907:
  - Annabella, francuska aktorka (zm. 1996)
  - Zita Johann, amerykańska aktorka pochodzenia węgierskiego (zm. 1993)
  - Tadeusz Kroński, polski filozof, historyk filozofii (zm. 1958)
- 1908:
  - Kurt Dalchow, niemiecki bokser (zm. 1959)
  - Bernard Nowacki, polski śpiewak operowy (baryton) (zm. 1995)
- 1909 – Frank Tinker, amerykański pilot wojskowy, as myśliwski (zm. 1939)
- 1910:
  - Paul Chocque, francuski kolarz torowy, szosowy i przełajowy (zm. 1949)
  - William Hanna, amerykański twórca filmów animowanych (zm. 2001)
  - Władysława Jaworska, polska historyk sztuki (zm. 2009)
  - Helena Krajewska, polska malarka (zm. 1998)
  - Curt Leijon, szwedzki prawnik, dyplomata (zm. 2006)
  - Władysław Witold Spychalski, polski działacz społeczny, polityk, wiceprezydent Szczecina, poseł na Sejm PRL (zm. 1980)
  - Peter Stadlen, brytyjski pianista, krytyk muzyczny i pedagog (zm. 1996)
- 1911:
  - Tadeusz Fijewski, polski aktor (zm. 1978)
  - Pawieł Prudnikau, białoruski poeta, pisarz (zm. 2000)
  - Terry-Thomas, brytyjski aktor (zm. 1990)
  - Ignacy Tłoczyński, polski tenisista (zm. 2000)
- 1912:
  - Majer Bogdański, polski kapral, muzyk, kompozytor, polityk pochodzenia żydowskiego (zm. 2005)
  - Northrop Frye, kanadyjski eseista, krytyk literacki (zm. 1991)
  - Woody Guthrie, amerykański pieśniarz folkowy (zm. 1967)
  - Czesław Krulisch, polski szachista, sędzia i działacz szachowy (zm. 1997)
  - Maurice Piot, francuski szablista (zm. 1996)
- 1913:
  - Giorgio Bocchino, włoski florecista (zm. 1995)
  - Gerald Ford, amerykański polityk, wiceprezydent i prezydent USA (zm. 2006)
  - René Llense, francuski piłkarz (zm. 2014)
- 1914:
  - Kenneth Bancroft Clark, amerykański psycholog, działacz na rzecz zniesienia segregacji rasowej (zm. 2005)
  - George Putnam, amerykański dziennikarz (zm. 2008)
  - Luisa Tanzini, włoska gimnastyczka (zm. ?)
  - Grzegorz Zwykielski, polski chirurg (zm. 1984)
- 1915:
  - Czesław Bąbiński, polski inżynier chemik, polityk, minister budownictwa przemysłowego (zm. 1997)
  - Toby Wing, amerykańska aktorka (zm. 2001)
- 1916:
  - Maria Czanerle, polska pisarka, krytyk literacki i teatralny, polityk (zm. 1983)
  - Natalia Ginzburg, włoska pisarka, działaczka komunistyczna pochodzenia żydowskiego (zm. 1991)
  - Filipp Kniaziew, radziecki polityk (zm. 1994)
  - Józef Mularczyk, polski malarz (zm. 2009)
- 1917:
  - Jerzy Dargiel, polski aktor, podporucznik AK (zm. 1973)
  - Douglas Edwards, amerykański dziennikarz i prezenter telewizyjny (zm. 1990)
  - Arthur Laurents, amerykański dramatopisarz, scenarzysta, librecista (zm. 2011)
  - Władysława Nawrocka, polska aktorka (zm. 2007)
  - Bryan Ranft, brytyjski historyk marynarki (zm. 2001)
  - Ludwik Stefański, polski pianista, pedagog (zm. 1982)
- 1918:
  - Ingmar Bergman, szwedzki reżyser filmowy i teatralny (zm. 2007)
  - Jay Forrester, amerykański inżynier elektryk, ekspert w dziedzinie zarządzania (zm. 2016)
  - Stanisław Igar, polski aktor (zm. 1987)
  - Egmont Prinz zur Lippe-Weißenfeld, niemiecki arystokrata, pilot wojskowy, as myśliwski (zm. 1944)
- 1919:
  - Zofia Demkowska, polska rzeźbiarka, medalierka, pedagog (zm. 1991)
  - K.R. Gowri Amma, indyjska polityk komunistyczna (zm. 2021)
  - Charles Thibault, francuski profesor nauk rolniczych (zm. 2003)
  - Lino Ventura, francuski aktor pochodzenia włoskiego (zm. 1987)
  - Czesław Zapart, polski polityk, poseł na Sejm PRL (zm. 1985)
- 1920:
  - Zdzisław Lachur, polski malarz, grafik (zm. 2007)
  - Jerzy Śliziński, polski slawista, badacz folkloru słowiańskiego, pisarz (zm. 1988)
- 1921:
  - Sixto Durán Ballén, ekwadorski architekt, polityk, prezydent Ekwadoru (zm. 2016)
  - Leon Garfield, brytyjski pisarz science fiction (zm. 1996)
  - Geoffrey Wilkinson, brytyjski chemik, laureat Nagrody Nobla (zm. 1996)
- 1922:
  - Jerzy Maj, polski farmakolog (zm. 2003)
  - Robin Olds, amerykański generał pilot, as myśliwski (zm. 2007)
  - Kevin Roche, irlandzki architekt, laureat Nagrody Pritzkera (zm. 2019)
  - Peter Andrew Tranchell, brytyjski kompozytor (zm. 1993)
- 1923:
  - Colin Forbes, brytyjski pisarz (zm. 2006)
  - Frances Lear, amerykańska dziennikarka, wydawczyni (zm. 1996)
  - Zygmunt Łęski, polski harcmistrz, żołnierz AK (zm. 2004)
  - Krzysztof Maurin, polski matematyk, fizyk matematyczny, ezoteryk (zm. 2017)
  - Primo Nebiolo, włoski działacz sportowy, przewodniczący IAAF (zm. 1999)
  - Dale Robertson, amerykański aktor (zm. 2013)
  - Robert Zildjian, amerykański przedsiębiorca (zm. 2013)
- 1925:
  - Francisco Álvarez Martínez, hiszpański duchowny katolicki, arcybiskup Toledo, prymas Hiszpanii, kardynał (zm. 2022)
  - Luis Antonio Escobar, kolumbijski kompozytor, muzykolog (zm. 1993)
  - Hugh Gillin, amerykański aktor (zm. 2004)
- 1926:
  - Johnny Cronshey, brytyjski łyżwiarz szybki (zm. 2004)
  - Bolesław Dzierwa, polski duchowny katolicki, prezbiter, historyk sztuki (zm. 2003)
  - Jan Krenz, polski dyrygent, kompozytor (zm. 2020)
  - Harry Dean Stanton, amerykański aktor (zm. 2017)
- 1927:
  - Anatolij Bałandin, radziecki polityk (zm. 2014)
  - Henrique N’zita Tiago, angolski wojskowy, partyzant (zm. 2016)
  - Diemientij Parotikow, rosyjski aktor, reżyser teatralny (zm. 2011)
  - Henri Skiba, francuski piłkarz, trener pochodzenia polsko-niemieckiego (zm. 2018)
  - Józef Tejchma, polski polityk, poseł na Sejm PRL, minister kultury i sztuki, minister oświaty i wychowania, wicepremier, dyplomata, publicysta (zm. 2021)
- 1928:
  - Leszek Błaszczyk, polski dziennikarz, propagator sportów wodnych (zm. 2008)
  - Nodar Dumbadze, gruziński pisarz (zm. 1984)
  - Anna Kolesárová, słowacka męczennica, dziewica, błogosławiona (zm. 1944)
  - Stanisław Kowalski, polski polityk, poseł na Sejm PRL (zm. 2016)
  - Boris Kuzniecow, rosyjski piłkarz (zm. 1999)
  - Elizabeth Jane Lloyd, brytyjska artystka (zm. 1995)
  - Pierre Olaf, francuski aktor (zm. 1995)
  - Nancy Olson, amerykańska aktorka
  - Dave Power, australijski lekkoatleta, długodystansowiec (zm. 2014)
  - Lucyna Winnicka, polska aktorka, dziennikarka, publicystka (zm. 2013)
- 1929:
  - John Chynoweth Burnham, amerykański psychiatra, historyk medycyny (zm. 2017)
  - José Corredor Matheos, hiszpański poeta, historyk, krytyk sztuki, tłumacz, eseista
  - Andrzej Musierowicz, polski lekarz urolog, profesor nauk medycznych (zm. 2015)
  - Alan Dawson, amerykański trębacz jazzowy (zm. 1996)
  - Paul De Keersmaeker, belgijski prawnik, samorządowiec, polityk, burmistrz Asse, eurodeputowany (zm. 2022)
  - Michel Giraud, francuski nauczyciel, samorządowiec, polityk (zm. 2011)
- 1930:
  - Polly Bergen, amerykańska aktorka (zm. 2014)
  - Eric Stokes, amerykański kompozytor (zm. 1999)
  - Andrzej Szenajch, polski aktor, kostiumolog
  - Albert Beckles, brystyjski kulturysta
- 1931:
  - Thomas Kelly, amerykański duchowny katolicki, arcybiskup metropolita Louisville (zm. 2011)
  - Maria Musso, włoska wszechstronna lekkoatletka (zm. 2024)
  - Ryszard Raduszewski, polski aktor, scenarzysta i reżyser filmowy (zm. 1999)
  - Robert Stephens, brytyjski aktor (zm. 1995)
  - Donald Eugene Webb, amerykański morderca (zm. 1999)
- 1932:
  - Roosevelt Grier, amerykański aktor, piosenkarz
  - Anatolij Isajew, rosyjski piłkarz, trener (zm. 2016)
  - Jadwiga Krawczyk-Halicka, polska malarka, graficzka (zm. 2024)
  - Ronald Sukenick, amerykański pisarz, teoretyk literatury (zm. 2004)
  - Guido Vincenzi, włoski piłkarz, trener (zm. 1997)
- 1933:
  - Robert Bourassa, kanadyjski polityk, premier Quebecu (zm. 1996)
  - Daniel Duda, polski ekonomista, profesor nauk technicznych, kapitan żeglugi wielkiej
  - Tadeusz Madzia, polski polityk, poseł na Sejm RP
  - Del Reeves, amerykański piosenkarz i muzyk country (zm. 2007)
  - Dumaagijn Sodnom, mongolski polityk, premier Mongolii
- 1934:
  - Lee Elder, amerykański golfista
  - Lee Friedlander, amerykański fotograf
  - Marcel Gotlib, francuski rysownik, autor komiksów, wydawca (zm. 2016)
  - Masae Kasai, japońska siatkarka (zm. 2013)
  - Marlene Mathews, australijska lekkoatletka, sprinterka
- 1935:
  - Donald Arnold, kanadyjski wioślarz (zm. 2021)
  - Eiichi Negishi, japoński chemik, laureat Nagrody Nobla (zm. 2021)
  - Krystyna Panasiuk-Oniśko, polska malarka (zm. 2014)
  - Svend Aage Rask, duński piłkarz, bramkarz (zm. 2020)
- 1936:
  - Robert Overmyer, amerykański pilot wojskowy, astronauta (zm. 1996)
  - Upendra Trivedi, indyjski aktor, reżyser filmowy (zm. 2015)
- 1937:
  - Bolesław Jabłoński, polski ornitolog
  - Teresa Lipowska, polska aktorka
  - Yoshirō Mori, japoński polityk, premier Japonii
  - Shelby Wilson, amerykański zapaśnik
- 1938:
  - Jerry Rubin, amerykański aktywista polityczny i społeczny pochodzenia żydowskiego (zm. 1994)
  - Moshe Safdie, kanadyjsko-izraelski architekt
- 1939:
  - Eduard Brunner, szwajcarski klarnecista (zm. 2017)
  - Karel Gott, czeski piosenkarz (zm. 2019)
  - Sid Haig, amerykański aktor (zm. 2019)
  - O‘tkir Sultonov, uzbecki polityk, premier Uzbekistanu (zm. 2015)
- 1940:
  - Wolfgang Bartels, niemiecki narciarz alpejski (zm. 2007)
  - Jadwiga Dorr, polska filolog, pisarka, poetka, autorka tekstów piosenek
  - Susan Howatch, brytyjska pisarka
  - Nafsiah Mboi, indonezyjska lekarka, polityk, minister zdrowia
- 1941:
  - Danuta Chudzianka, polska aktorka (zm. 2011)
  - Walerij Frołow, rosyjski bokser (zm. 1996)
  - Ali Akbar Hejdari, irański zapaśnik
  - Andreas Khol, austriacki prawnik, polityk
  - Tatjana Kuzniecowa, rosyjska pułkownik lotnictwa, inżynier, kosmonautka (zm. 2018)
- 1942:
  - Anna A. Jászó, węgierska językoznawczyni, wykładowczyni akademicka
  - Kazimierz Kapera, polski stomatolog, wykładowca, polityk, poseł na Sejm RP
  - Javier Solana, hiszpański fizyk, wykładowca akademicki, polityk, sekretarz generalny NATO
- 1943:
  - Pepe Fernández, urugwajski piłkarz
  - Torbjörn Harrysson, szwedzki żużlowiec (zm. 2010)
  - Lynn Loring, amerykańska aktorka, producentka filmowa i telewizyjna
  - Christopher Priest, brytyjski pisarz (zm. 2024)
  - Marilyn Wilson, australijska pływaczka
- 1944:
  - Sheldon Brown, amerykański mechanik, publicysta (zm. 2008)
  - Rani Hamid, banglijska szachistka
  - Georgi Popow, bułgarski piłkarz (zm. 2024)
- 1945:
  - Peter Klatzow, południowoafrykański kompozytor, pianista, pedagog
  - Antun Vujić, chorwacki filozof, publicysta, polityk
- 1946:
  - Władimir Biełousow, rosyjski skoczek narciarski
  - Maureen O’Connor, amerykańska polityk, burmistrz San Diego
- 1947:
  - Nick Benedict, amerykański aktor
  - Ryszard Białowąs, polski koszykarz, trener (zm. 2004)
  - Xavier Darcos, francuski polityk
  - Anna Konkina, rosyjska kolarka torowa
  - Lorenzo Loppa, włoski duchowny katolicki, biskup Anagni-Alatri
  - Navin Ramgoolam, maurytyjski polityk, premier Mauritiusa
  - László Réczi, węgierski zapaśnik
  - Christian Vanneste, francuski filozof, polityk
  - Anna Zorska, polska ekonomistka, wykładowczyni akademicka
- 1948:
  - Maciej Grochowski, polski językoznawca
  - Tom Latham, amerykański polityk
  - Aleksandra Mańczak, polska artystka, profesor
  - Mauro Simonetti, włoski kolarz szosowy
  - Berhaneyesus Demerew Souraphiel, etiopski duchowny Kościoła katolickiego obrządku etiopskiego, arcybiskup metropolita Addis Abeby, kardynał
- 1949:
  - Alicja Adamczak, polska prawnik, radca prawny, nauczycielka akademicka, rzecznik patentowy, urzędniczka państwowa
  - Henryk Bieńkowski, polski inżynier, samorządowiec, prezydent Kołobrzegu
  - Henryk Król, polski fotograf
  - Toyokazu Nomura, japoński judoka
  - Paul Kouassivi Vieira, beniński duchowny katolicki, biskup Djougou (zm. 2019)
- 1950:
  - Zdzisław Janiak, polski gitarzysta, członek zespołu Budka Suflera
  - Andy Newmark, amerykański perkusista, członek zespołów: Sly and the Family Stone i ABC
  - Stanisław Szymański, polski operator filmowy
- 1951:
  - Andrzej Gmitruk, polski trener i menedżer bokserski (zm. 2018)
  - Władysław Stecyk, polski zapaśnik
- 1952:
  - Jean-Paul James, francuski duchowny katolicki, biskup Nantes
  - Jeff Lindsay, amerykański pisarz
  - Bożena Rogalska, polska aktorka (zm. 1991)
  - Joel Silver, amerykański producent filmowy
  - Michał Zaleski, polski samorządowiec, prezydent Torunia
- 1953:
  - Wiesław Ciesielski, polski polityk, poseł na Sejm RP
  - Roland Jahn, niemiecki dziennikarz, opozycjonista w czasach NRD
  - Andrzej Machnik, polski taternik, himalaista
  - Katsuya Okada, japoński polityk
- 1954:
  - Erkki Antila, fiński biathlonista (zm. 2023)
  - Bogdan Bujak, polski polityk, poseł na Sejm RP
  - Andrzej Janczy, polski hokeista
  - Krystyna Kłosin, polska ekonomistka, polityk, poseł na Sejm RP
  - Henryk Litka, polski polityk, samorządowiec, burmistrz Dolska
- 1955:
  - Mario Osbén, chilijski piłkarz (zm. 2021)
  - Sándor Puhl, węgierski sędzia piłkarski (zm. 2021)
- 1956:
  - Bob Birch, amerykański gitarzysta basowy (zm. 2012)
  - Aleksander Jasicki, polski poeta, prozaik, wydawca
  - Vladimir Kulich, kanadyjsko-czeski aktor
  - Franz Lackner, austriacki duchowny katolicki, arcybiskup Salzburga
  - Jan Żurek, polski piłkarz, trener i ekspert piłkarski
- 1957:
  - Arthur Albiston, szkocki piłkarz
  - Iwan Kolew, bułgarski piłkarz, trener
  - Szymon Niemiec, polski lekarz, polityk, poseł na Sejm RP
- 1958:
  - Sajpułła Absaidow, rosyjski zapaśnik
  - Siergiej Andrijaka, rosyjski malarz-akwarelista, pedagog
  - Anthony Atala, peruwiańsko-amerykański urolog, wykładowca akademicki
  - Mircea Geoană, rumuński dyplomata, polityk
  - Krzysztof Pańczyk, polski szachista
  - Scott Rudin, amerykański producent filmowy, telewizyjny i teatralny
  - Elżbieta Zającówna, polska aktorka (zm. 2024)
- 1959:
  - Peter Angerer, niemiecki biathlonista
  - Susana Martinez, amerykańska prawnik, polityk pochodzenia meksykańskiego, gubernator stanu Nowy Meksyk
  - Władimir Nikitin, rosyjski biegacz narciarski
  - Lahcen Ouadani, marokański piłkarz
- 1960:
  - Anna Bligh, australijska polityk
  - Mircea Dumitru, rumuński filozof, wykładowca akademicki
  - Kyle Gass, amerykański aktor, muzyk
  - Rūta Janonienė, litewska historyk sztuki
  - Angélique Kidjo, benińska piosenkarka
  - Jane Lynch, amerykańska piosenkarka, aktorka komediowa
  - Gieorgij Pogosow, ukraiński szablista
- 1961:
  - Judi Brown, amerykańska lekkoatletka, płotkarka
  - Jackie Earle Haley, amerykański aktor
  - Waldemar Starosta, polski technolog żywności, wykładowca akademicki, polityk, poseł na Sejm RP
  - Unsuk Chin, południowokoreańska kompozytorka
- 1962:
  - Krzysztof Klimek, polski generał brygady BOR
  - Jerzy Piłat, polski pułkownik pilot (zm. 2008)
  - Joseph Soueif, libański duchowny maronicki, arcybiskup Cypru i Trypolisu
- 1963:
  - Wouter Bos, holenderski polityk
  - Philippe Folliot, francuski samorządowiec, polityk
  - Paweł Kwaśniewski, polski artysta współczesny, performer
  - Paulo Macedo, portugalski ekonomista, bankowiec, polityk
  - Robert Samot, polski aktor, lektor, dziennikarz telewizyjny, spiker, prezenter, konferansjer
  - Heinz Weis, niemiecki lekkoatleta, młociarz
- 1964:
  - Marcelino Bolívar, wenezuelski bokser
  - Jane Espenson, amerykańska scenarzystka i producentka filmowa
  - Heike Singer, niemiecka kajakarka
  - Pedro Siza Vieira, portugalski prawnik, polityk
  - Anna Zagórska, polska aktorka
- 1965:
  - Christophe Bonvin, szwajcarski piłkarz
  - Igor Choroszew, rosyjski muzyk, kompozytor
  - Ewa Kiedrowska, polska lekkoatletka, sprinterka
  - Urmas Kruuse, estoński polityk
  - Anna Malikowa, rosyjska pianistka
  - Pablo Villafranca, belgijski aktor, piosenkarz pochodzenia hiszpańskiego
- 1966:
  - Julija Antipowa, rosyjska saneczkarka
  - Günter Bittengel, czeski piłkarz, trener pochodzenia niemieckiego
  - Owen Coyle, szkocki piłkarz, trener
  - Essam El Gindy, egipski szachista, trener
  - Heine Fernandez, duński piłkarz pochodzenia hiszpańskiego
  - Matthew Fox, amerykański aktor, model
  - Fabiano Vandone, włoski kierowca wyścigowy
- 1967:
  - Karsten Braasch, niemiecki tenisista
  - Robert Dowhan, polski przedsiębiorca, polityk, poseł na Sejm RP
  - Kim Ki-hoon, południowokoreański łyżwiarz szybki, specjalista short tracku
  - Mădălina Manole, rumuńska piosenkarka, kompozytorka (zm. 2010)
  - Valérie Pécresse, francuska polityk, prezydent regionu Île-de-France
- 1968:
  - Hwang Sun-hong, południowokoreański piłkarz, trener
  - Katarzyna Skarżanka, polska aktorka
- 1969:
  - Olgierd Kustosz, polski samorządowiec, wicemarszałek województwa zachodniopomorskiego
  - Maciej Miecznikowski, polski wokalista, członek zespołu Leszcze
  - Jaroslav Sakala, czeski skoczek narciarski
  - Kazushi Sakuraba, japoński zawodnik MMA, wrestler
  - Sven Sester, estoński menedżer, polityk
  - Mike Stulce, amerykański lekkoatleta, kulomiot
  - Krzysztof Wilangowski, polski koszykarz, trener
- 1970:
  - Mark Kingsland, australijski kolarz torowy
  - Gareth Marriott, brytyjski kajakarz górski
  - Natalja Miszkutionok, rosyjska łyżwiarka figurowa
  - Kiko Ramírez, hiszpański piłkarz, trener
  - Nina Siemaszko, amerykańska aktorka pochodzenia polskiego
- 1971:
  - Luigi Baricelli, brazylijski aktor, prezenter telewizyjny
  - Bobby Despotovski, australijski piłkarz, trener pochodzenia macedońsko-serbskiego
  - Filip Dujardin, belgijski fotograf architektury
  - Zaza Gogawa, gruziński generał
  - Mark LoMonaco, amerykański wrestler
  - Jari Mantila, fiński kombinator norweski
  - Ross Rebagliati, kanadyjski snowboardzista
  - Howard Webb, angielski sędzia piłkarski
- 1972:
  - Joanna Barczyńska, polska szachistka
  - Ill Bill, amerykański raper, producent muzyczny pochodzenia żydowskiego
  - Küllo Kõiv, estoński zapaśnik (zm. 1998)
  - Lou Roe, amerykański koszykarz
- 1973:
  - Kōta Hirano, japoński mangaka
  - Pétur Marteinsson, islandzki piłkarz
  - Halil Mutlu, turecki sztangista
  - Candela Peña, hiszpańska aktorka
  - Kieren Perkins, australijski pływak
- 1974:
  - Marco Bocchino, włoski piosenkarz, kompozytor, autor tekstów
  - Gilles Bosquet, francuski wioślarz
  - Erick Dampier, amerykański koszykarz
  - David Mitchell, brytyjski aktor, komik, scenarzysta
  - Pavlina Nola, nowozelandzka tenisistka pochodzenia bułgarskiego
  - Piotr Rysiukiewicz, polski lekkoatleta, sprinter
  - Jolanta Samulewicz, polska strzelczyni sportowa, trenerka
  - Siniša Skelin, chorwacki wioślarz
- 1975:
  - Beata Chmielowska-Olech, polska dziennikarka i prezenterka telewizyjna
  - Derlei, brazylijski piłkarz
  - Gunnleifur Gunnleifsson, islandzki piłkarz, bramkarz
  - Nicolas Herman, belgijski aktor
  - Tim Hudson, amerykański baseballista
  - Taboo, amerykański raper
  - Tamás Varga, węgierski piłkarz wodny
- 1976:
  - Ľuboš Bartečko, słowacki hokeista
  - Iryna Janowycz, ukraińska kolarka torowa
  - Marek Szemoński, polski piłkarz
- 1977:
  - Wiktoria Bernadotte, księżniczka koronna (następczyni tronu) Szwecji, księżna Västergötlandu
  - Marcin Dudziński, polski piłkarz, trener
  - Věra Kotasová-Kostruhová, czeska wspinaczka sportowa
  - Ondřej Liška, czeski polityk
  - Michał Andrzej Olszewski, polski samorządowiec, wiceprezydent Warszawy
  - Marcin Prokop, polski dziennikarz i prezenter telewizyjny, felietonista, pisarz
  - Adil Ramzi, marokański piłkarz
  - Maciej Tomczak, polski szablista
  - Yi Shanjun, chiński zapaśnik
- 1978:
  - Mattias Ekström, szwedzki kierowca rajdowy i wyścigowy
  - Roger Grimau, hiszpański koszykarz narodowości katalońskiej
  - Peter Hardcastle, australijski wioślarz
- 1979:
  - Szabolcs Balajcza, węgierski piłkarz, bramkarz
  - Ramona Farcău, rumuńska piłkarka ręczna
  - Ariel Garcé, argentyński piłkarz
  - Siergiej Ignaszewicz, rosyjski piłkarz
  - Tomasz Jędrzejak, polski żużlowiec (zm. 2018)
  - Piotr Matela, polski trener siatkówki
  - Jenny Olsson, szwedzka biegaczka narciarska (zm. 2012)
  - Scott Porter, amerykański aktor, piosenkarz
  - Axel Teichmann, niemiecki biegacz narciarski
- 1980:
  - Balian Buschbaum, niemiecki lekkoatleta, tyczkarz, głośny przypadek zmiany płci
  - Brooke Gosling, kanadyjska biegaczka narciarska
  - Jérôme Haehnel, francuski tenisista
  - Assita Kanko, belgijska publicystka, działaczka samorządowa, aktywistka społeczna pochodzenia burkińskiego
  - Mody Traoré, francuski piłkarz pochodzenia senegalskiego
  - Paulina Tworzyańska, polska aktorka niezawodowa
  - Giulio Zardo, kanadyjski bobsleista
- 1981:
  - Maciej Bieniek, polski prawnik, samorządowiec, wicewojewoda wielkopolski
  - Anna Goławska, polska urzędniczka państwowa, podsekretarz stanu
  - Matti Hautamäki, fiński skoczek narciarski
  - Robbie Maddison, australijski motocyklista-kaskader
  - Potito Starace, włoski tenisista
- 1982:
  - Salim Arrache, algierski piłkarz
  - Kim Do-heon, południowokoreański piłkarz
  - Hermán Solíz, boliwijski piłkarz
  - Ibrahima Sory Souare, gwinejski piłkarz
  - Mody Traoré, francuski piłkarz pochodzenia senegalskiego
- 1983:
  - Igor Andriejew, rosyjski tenisista
  - Olga Fiodorowa, rosyjska lekkoatleka, sprinterka
  - Bridgitte Hartley, południowoafrykańska kajakarka
  - Jeff Isaacson, amerykański curler
- 1984:
  - Renaldo Balkman, amerykański koszykarz
  - Samir Handanovič, słoweński piłkarz, bramkarz
  - Nilmar, brazylijski piłkarz
  - Emily Webley-Smith, brytyjska tenisistka
  - Jakub Zabłocki, polski piłkarz (zm. 2015)
- 1985:
  - Aleksandra Gietner, polska aktorka niezawodowa
  - Digby Ioane, australijski rugbysta pochodzenia samoańskiego
  - Moemedi Moatlhaping, botswański piłkarz
  - Ołeksandr Pjatnycia, ukraiński lekkoatleta, oszczepnik
  - Aryana Sayeed, afgańska piosenkarka
- 1986:
  - Maciej Irek, polski judoka
  - Nikołaj Kulomin, rosyjski hokeista
  - Dan Smith, brytyjski wokalista, autor tekstów, producent muzyczny, członek zespołu Bastille
  - Yordenis Ugás, kubański bokser
- 1987:
  - Igor Armaș, mołdawski piłkarz
  - Sara Canning, kanadyjska aktorka
  - Jeff Foote, amerykański koszykarz
  - Raydel Hierrezuelo Aguirre, kubański siatkarz
  - Adam Johnson, angielski piłkarz
  - Mateusz Kus, polski piłkarz ręczny
  - Anett Mészáros, węgierska judoczka
  - Dwayne Miller, jamajski piłkarz, bramkarz
  - Dan Reynolds, amerykański muzyk, wokalista, lider zespołu Imagine Dragons
  - Ryan Sweeting, amerykański tenisista
- 1988:
  - Melanie Bauschke, niemiecka lekkoatletka, skoczkini w dal
  - Caiuby, brazylijski piłkarz
  - Travis Ganong, amerykański narciarz alpejski
  - Kristel Marbach, szwajcarska siatkarka
  - Damir Martin, chorwacki wioślarz
  - Conor McGregor, irlandzki zawodnik MMA
  - Ronald Moore, amerykański koszykarz
  - Olli Muotka, fiński skoczek narciarski
  - Antso Rakotondramanga, madagaskarski tenisista
  - Jérémy Stravius, francuski pływak
  - Rhys Williams, walijsko-australijski piłkarz
- 1989:
  - Max Dilger, niemiecki żużlowiec
  - Sean Flynn Amir, amerykański aktor
  - Sakari Mattila, fiński piłkarz
  - Cristian Poglajen, argentyński siatkarz pochodzenia słoweńskiego
  - Clemens Rapp, niemiecki pływak
  - Marcel Sabat, polski aktor
- 1990:
  - Mélanie Blouin, kanadyjska lekkoatletka, tyczkarka
  - Federica Brignone, włoska narciarka alpejska
  - Magdalena Kaczmarska, polska koszykarka
  - Izwan Mahbud, singapurski piłkarz, bramkarz
  - Jan Niepomniaszczij, rosyjski szachista
  - James Nunnally, amerykański koszykarz
- 1991:
  - Sara Chmiel, polska wokalistka, członkini zespołu Łzy
  - Rossella Fiamingo, włoska szpadzistka
  - Maksim Kanunnikow, rosyjski piłkarz
  - Shabazz Napier, amerykański koszykarz pochodzenia portorykańskiego
- 1992:
  - Jonas Hofmann, niemiecki piłkarz
  - Gabriela Jasińska, polska siatkarka
  - Oscar Lewicki, szwedzki piłkarz pochodzenia polsko-niemieckiego
  - Anna Mirtowa, rosyjska narciarka dowolna
  - Joanna Oleksiuk, polska lekkoatletka, miotaczka
  - Marshall Plumlee, amerykański koszykarz
- 1993:
  - Uffe Bech, duński piłkarz
  - Dovilė Dzindzalietaitė, litewska lekkoatletka, trójskoczkini
  - Rubén García, hiszpański piłkarz
  - John Gibson, amerykański hokeista, bramkarz
  - Jakub Koelner, polski koszykarz
  - Anna Naklab, niemiecka piosenkarka
  - Frans Dhia Putros, iracki piłkarz
  - Julia Ratcliffe, nowozelandzka lekkoatletka, młociarka
  - Hanna Szełech, ukraińska lekkoatletka, tyczkarka
  - Władimir Zografski, bułgarski skoczek narciarski
  - Jarosław Żerebuch, amerykański szachista pochodzenia ukraińskiego
- 1994 – John McPhee, szkocki motocyklista wyścigowy
- 1995:
  - Serge Gnabry, niemiecki piłkarz pochodzenia iworyjskiego
  - Federico Mattiello, włoski piłkarz
  - Tomasz Zając, polski piłkarz
- 1996:
  - Javier Ibáñez, kubański bokser
  - Anja Fuchs-Robetin, autriacka koszykarka
- 1997:
  - Darwin Lom, gwatemalski piłkarz
  - Cengiz Ünder, turecki piłkarz
- 1998:
  - Andrij Denyskin, ukraiński hokeista
  - Jacob Gilyard, amerykański koszykarz
- 1999:
  - Wojciech Kolańczyk, polski szpadzista
  - Yumeka Tanabe, japońska zapaśniczka
- 2000:
  - Uta Abe, japońska judoczka
  - Aurel Benović, chorwacki gimnastyk
  - Leigha Brown, amerykańska koszykarka
  - Aref Habibollahi, irański zapaśnik
  - Stanisława Konstantinowa, rosyjska łyżwiarka figurowa
  - Jacob Hindsgaul Madsen, duński kolarz szosowy
  - Hajk Martirosjan, ormiański szachista
  - Mata, polski raper, autor tekstów
  - Daniel Pereira, wenezuelski piłkarz
- 2001 – Daniel Wiffen, irlandzki pływak
- 2002:
  - Abraham Flores, meksykański piłkarz
  - Francis Mwansa, zambijski piłkarz, bramkarz
  - Juan Ignacio Nardoni, argentyński piłkarz
- 2003:
  - Rushana Abdirasulova, uzbecka zapaśniczka
  - Muhammad Tarik Abd al-Hadi, egipski zapaśnik
  - Rocco Robert Shein, estoński piłkarz
  - Marta Sztąberska, polska koszykarka
- 2004:
  - Noah Clowney, amerykański koszykarz
  - Álvaro Rodríguez, urugwajski piłkarz
- 2006 – Jonathan Flores, meksykański piłkarz

## Zmarli
- 664 – Earconbert, król Kentu (ur. ?)
- 677 – Wincenty Madelgariusz, graf Hainautu, opat, święty (ur. ok. 607)
- 809 – Otomaro Ōtomo, japoński siogun (ur. 731)
- 937 – Arnulf, książę Bawarii (ur. ?)
- 1217 – Hroznata z Teplej, czeski szlachcic, błogosławiony (ur. ok. 1160)
- 1223 – Filip II August, król Francji (ur. 1165)
- 1277 – Humbert z Romans, francuski dominikanin, generał zakonu (ur. ok. 1194)
- 1298 – Jakub de Voragine, włoski duchowny katolicki, arcybiskup Genui, pisarz (ur. 1228–30)
- 1412 – Francesco Uguccione, włoski kardynał (ur. ?)
- 1435 – Angelina Marsciano, włoska zakonnica, błogosławiona (ur. 1377)
- 1437 – Adolf, hrabia Ravensbergu, książę Bergu i książę Jülich (ur. ?)
- 1484 – Fryderyk I Gonzaga, włoski kondotier, markiz Mantui (ur. 1441)
- 1486 – Małgorzata Duńska, królowa Szkocji (ur. 1456)
- 1514 – Christopher Bainbridge, angielski duchowny katolicki, arcybiskup Yorku, kardynał (ur. 1464)
- 1535 – Zdeněk Lev z Rožmitálu, czeski polityk (ur. przed 1470)
- 1551 – Henry Brandon, angielski arystokrata (ur. 1535)
- 1576 – Tichon (Chworostinin), rosyjski biskup prawosławny (ur. ?)
- 1584 – Balthasar Gérard, francuski zamachowiec (ur. 1557)
- 1585 – Gabriele Fiamma, włoski duchowny katolicki, kaznodzieja, poeta (ur. 1533)
- 1604 – Kacper de Bono, hiszpański zakonnik, błogosławiony (ur. 1530)
- 1610 – Franciszek Solano, hiszpański franciszkanin, misjonarz, święty (ur. 1549)
- 1614 – Kamil de Lellis, włoski zakonnik, założyciel zakonu kamilianów, święty (ur. 1550)
- 1657 – Piotr Gembicki, polski duchowny katolicki, biskup krakowski (ur. 1585)
- 1664:
  - Zygmunt Piastowicz, baron legnicki (ur. 1632)
  - Jonas Scultetus, śląski kartograf (ur. 1603)
- 1674 – Franciszek Roliński, polski lekarz, profesor i rektor Akademii Krakowskiej, burmistrz Krakowa (ur. 1597)
- 1683 – Natan Hannower, żydowski historyk, kronikarz, talmudysta, kabalista (ur. ?)
- 1704 – Zofia Romanowa, regentka Rosji (ur. 1657)
- 1708 – Jan Hieronim Kryszpin-Kirszensztein, polski duchowny katolicki, biskup żmudzki (ur. 1654)
- 1711 – Jan Wilhelm Friso, książę Oranii, stadhouder w prowincji Fryzja i Groningen (ur. 1687)
- 1723 – Claude Fleury, francuski duchowny katolicki, historyk (ur. 1640)
- 1726 – Anikita Repnin, rosyjski książę, feldmarszałek (ur. 1668)
- 1728 – Franciszek Ignacy Wysocki, polski duchowny katolicki, biskup pomocniczy-nominat chełmiński (ur. 1678)
- 1744 – Jakob Immanuel Pyra, niemiecki pisarz (ur. 1715)
- 1762 – Cornelis Hop, holenderski dyplomata, polityk (ur. 1685)
- 1766 – František Maximilian Kaňka, czeski architekt (ur. 1674)
- 1770 – David 't Kindt, flamandzki architekt (ur. 1699)
- 1779 – George Ross, amerykański polityk (ur. 1730)
- 1780 – Charles Batteux, francuski filozof, pisarz (ur. 1713)
- 1788 – Johann Gottfried Müthel, niemiecki kompozytor (ur. 1728)
- 1790 – Ernest Laudon, austriacki feldmarszałek pochodzenia niemiecko-bałtyckiego (ur. 1717)
- 1791 – Joseph Gärtner, niemiecki lekarz, botanik (ur. 1732)
- 1793 – Jacques Cathelineau, francuski rojalista, przywódca powstania w Wandei (ur. 1759)
- 1795 – Anton Tomaž Linhart, słoweński dramaturg, historyk, pedagog (ur. 1756)
- 1797 – Emmanuel de Rohan-Polduc, francuski arystokrata, dyplomata, wielki mistrz zakonu joannitów (ur. 1725)
- 1800 – Lorenzo Mascheroni, włoski matematyk, wykładowca akademicki (ur. 1750)
- 1808 – Artem Wedel, ukraiński kompozytor, śpiewak (ur. 1770)
- 1812 – Christian Gottlob Heyne, niemiecki archeolog (ur. 1729)
- 1816 – Francisco de Miranda, wenezuelski rewolucjonista (ur. 1750)
- 1817 – Madame de Staël, francuska pisarka, publicystka (ur. 1766)
- 1824 – Kamehameha II, król Hawajów (ur. 1797)
- 1827 – Augustin-Jean Fresnel, francuski fizyk, inżynier (ur. 1788)
- 1830 – Anthony Frederik Robbert Evert van Haersolte, holenderski polityk (ur. 1756)
- 1841 – Józef Chwalibóg, polski poeta, filozof, podróżnik (ur. 1808)
- 1843 – Miguel de Alava, hiszpański generał, polityk (ur. 1770)
- 1847 – Carlo Giuseppe Gené, włoski zoolog, pisarz (ur. 1800)
- 1850 – August Neander, niemiecki teolog protestancki, historyk Kościoła, wykładowca akademicki pochodzenia żydowskiego (ur. 1789)
- 1852 – Eustachy Chełmicki, polski kapitan (ur. 1776)
- 1856:
  - Friedrich Heyne, niemiecki polityk, burmistrz Krosna Odrzańskiego, nadburmistrz Bydgoszczy (ur. 1813)
  - Michał Kuszell, polski pułkownik, uczestnik powstania listopadowego i wielkopolskiego (ur. ok. 1791)
- 1865:
  - Michel Croz, francuski wspinacz i przewodnik alpejski (ur. 1830)
  - Benjamin Gampertz, niemiecki matematyk, statystyk (ur. 1779)
- 1871 – Václav Šolc, czeski poeta (ur. 1838)
- 1875 – Guillaume Henri Dufour, szwajcarski generał, inżynier budowy mostów, kartograf (ur. 1787)
- 1876 – James Henry, irlandzki poeta (ur. 1798)
- 1878 – Maurice Joly, francuski prawnik, satyryk (ur. 1829)
- 1879 – Samuel Natanson, polski bankowiec, finansista pochodzenia żydowskiego (ur. 1795)
- 1881 – Billy the Kid, amerykański rewolwerowiec (ur. 1859)
- 1883:
  - Edward Calvert, brytyjski malarz, grafik (ur. 1799)
  - Heinrich von Ferstel, austriacki architekt (ur. 1828)
- 1884 – Konstanty Branicki, polski przyrodnik, organizator wypraw przyrodniczych (ur. 1824)
- 1885 – Ernest Hello, francuski pisarz, krytyk literacki (ur. 1828)
- 1887 – Alfred Krupp, niemiecki przemysłowiec (ur. 1812)
- 1892 – Newton Booth, amerykański polityk, gubernator Kalifornii (ur. 1825)
- 1895:
  - Maximilian O’Donnell von Tyrconnell, austriacki generał pochodzenia irlandzkiego (ur. 1812)
  - Karl Heinrich Ulrichs, niemiecki prawnik, dziennikarz, wydawca, seksuolog (ur. 1825)
- 1896 – Raffaele Monaco La Valletta, włoski kardynał (ur. 1827)
- 1900 – Jan Wang Kuixin, chiński męczennik i święty katolicki (ur. 1875)
- 1901:
  - Aleksander Bednawski, polski oficer, uczestnik powstania listopadowego, publicysta (ur. 1813)
  - Maria Izabella Habsburg, arcyksiężniczka austriacka, księżniczka toskańska (ur. 1834)
- 1902 – Martyn Jordan, walijski rugbysta (ur. 1865)
- 1903 – Robert B. Dickey, kanadyjski polityk (ur. 1811)
- 1904 – Paul Kruger, burski generał, polityk (ur. 1825)
- 1905 – Janez Trdina, słoweński pisarz, historyk (ur. 1830)
- 1907 – William Henry Perkin, brytyjski chemik, wynalazca, przemysłowiec (ur. 1838)
- 1908:
  - William Mason, amerykański kompozytor (ur. 1829)
  - Tobiasz Stullich, mazurski poeta ludowy (ur. 1841)
- 1909 – Władysław Mierzwiński, polski śpiewak operowy (tenor) (ur. 1848)
- 1910:
  - Adolphe Hélière, francuski kolarz szosowy (ur. 1891)
  - Mihran Krikor Kassabian, ormiańsko-amerykański radiolog (ur. 1870)
  - Marius Petipa, francuski tancerz, choreograf (ur. 1818)
- 1911:
  - Ignác Péczely, węgierski homeopata, irydolog (ur. 1826)
  - Hermann Senator, niemiecki lekarz internista pochodzenia żydowskiego (ur. 1834)
- 1912:
  - Stefan Barcikowski, polski ziemianin, kupiec, działacz gospodarczy i społeczny (ur. 1868)
  - Juan León y Castillo, hiszpański inżynier, polityk (ur. 1834)
- 1914 – Maria Zambaco, brytyjska malarka, modelka pochodzenia greckiego (ur. 1843)
- 1915 – Jenő Serényi, węgierski prawnik, wspinacz, narciarz (ur. 1884)
- 1917:
  - Ludwig Drescher, duński piłkarz, bramkarz (ur. 1881)
  - Luiza Małgorzata, księżna Connaught (ur. 1860)
  - Octave Lapize, francuski kolarz szosowy, torowy i przełajowy (ur. 1887)
  - Kurt Schneider, niemiecki pilot wojskowy, as myśliwski (ur. 1888)
- 1919 – Władysław Orczykowski, polski plutonowy (ur. 1899)
- 1920:
  - Heinrich Friedjung, austriacki historyk, wykładowca akademicki, publicysta pochodzenia żydowskiego (ur. 1851)
  - Adam Jaroszewski, polski pułkownik (ur. 1875)
  - Józef Rudzki, polski kapitan (ur. 1894)
  - Witold Wegner, polski kapitan (ur. 1894)
- 1921 – Witold Ciechomski, polski major (ur. 1888)
- 1922 – Simon Ter-Petrosjan, ormiański rewolucjonista, bolszewik (ur. 1882)
- 1923:
  - Joseph Ebers, niemiecki architekt (ur. 1845)
  - George C. Hale, amerykański inżynier, wynalazca (ur. 1849)
- 1925 – Pancho Villa, filipiński bokser (ur. 1901)
- 1927 – Fritz Hofmann, niemiecki gimnastyk, lekkoatleta, sprinter (ur. 1871)
- 1929 – Hans Delbrück, niemiecki historyk, polityk (ur. 1848)
- 1930 – Władysław Leopold Jaworski, polski prawnik, wykładowca akademicki, polityk (ur. 1865)
- 1932:
  - Jan Czubek, polski bibliotekoznawca, historyk literatury, filolog klasyczny, poeta, tłumacz (ur. 1849)
  - Dimitrie Paciurea, rumuński rzeźbiarz (ur. 1873)
- 1933 – Raymond Roussel, francuski pisarz (ur. 1877)
- 1935 – Edoardo Agnelli, włoski przemysłowiec, działacz sportowy (ur. 1892)
- 1937:
  - Joseph Taylor Robinson, amerykański polityk (ur. 1872)
  - Walter Simons, niemiecki prawnik, polityk (ur. 1861)
- 1939 – Alfons Mucha, czeski malarz, grafik (ur. 1860)
- 1940 – William Maxwell, szkocki piłkarz, trener (ur. 1876)
- 1941 – Karl Groß, niemiecki zapaśnik (ur. 1884)
- 1942:
  - Sébastien Faure, francuski pisarz, anarchista (ur. 1858)
  - Konrad Mańka, polski działacz ruchu oporu (ur. 1915)
  - Heinrich Vogeler, niemiecki malarz, pisarz (ur. 1872)
  - Jewgienij Żerdij, radziecki pilot wojskowy, as myśliwski (ur. 1918)
- 1943 – Luz Long, niemiecki lekkoatleta, skoczek w dal (ur. 1913)
- 1944 – Arthur Somers-Cocks, brytyjski arystokrata, polityk (ur. 1887)
- 1945 – Grigorij Adamow, rosyjski pisarz science fiction (ur. 1886)
- 1946 – Tomasz Kozłowski, polski ziemianin, rolnik, polityk, poseł na Sejm RP (ur. 1895)
- 1947 – Ercole Olgeni, włoski wioślarz (ur. 1883)
- 1948:
  - Michaił Iwanow, radziecki pilot doświadczalny i wojskowy (ur. 1910)
  - Jacob Niessner, niemiecki funkcjonariusz nazistowski, zbrodniarz wojenny (ur. 1908)
- 1949 – Stanisław Wróblewski, polski generał brygady (ur. 1868)
- 1950 – Apirana Turupa Ngata, nowozelandzki działacz społeczny, polityk, etnograf, historyk pochodzenia maoryskiego (ur. 1874)
- 1951 – Ben Verweij, holenderski piłkarz (ur. 1895)
- 1953:
  - Richard von Mises, austriacko-amerykański matematyk, inżynier, filozof, wykładowca akademicki pochodzenia żydowskiego (ur. 1883)
  - Stanisław Sochaczewski, polski generał brygady (ur. 1877)
- 1954 – Jacinto Benavente, hiszpański dramaturg, poeta, eseista, laureat Nagrody Nobla (ur. 1866)
- 1956:
  - Harry Lester, amerykański brzuchomówca pochodzenia polsko-żydowskiego (ur. 1879)
  - Halina Stęślicka, polska polityk, poseł na Sejm RP (ur. 1897)
- 1958:
  - Abd al-Ilah, arabski wojskowy, polityk, następca tronu Hidżazu, regent Iraku, marszałek (ur. 1913)
  - Fajsal II, król Iraku (ur. 1935)
- 1962 – Janusz Machnicki, polski ekonomista, polityk (ur. 1886)
- 1963 – Clement Barbot, haitański polityk (ur. 1914)
- 1965 – Adlai Ewing Stevenson II, amerykański polityk, dyplomata (ur. 1900)
- 1966 – Zygmunt Hübner, polski prawnik, polityk, minister spraw wewnętrznych (ur. 1879)
- 1968 – Konstantin Paustowski, rosyjski pisarz (ur. 1892)
- 1969:
  - Eero Berg, fiński lekkoatleta, długodystansowiec (ur. 1898)
  - Jan Zaus, polski inżynier budownictwa, konstruktor, wykładowca akademicki (ur. 1889)
- 1970:
  - Preston Foster, amerykański aktor (ur. 1900)
  - Luis Mariano, francuski śpiewak operetkowy, aktor narodowości baskijskiej (ur. 1914)
- 1971:
  - Mak Dizdar, jugosłowiański poeta pochodzenia bośniackiego (ur. 1917)
  - Alfred von Hubicki, austriacko-niemiecki generał (ur. 1887)
- 1974:
  - Alfred Łodziński, polski aktor (ur. 1903)
  - Carl Andrew Spaatz, amerykański generał pilot (ur. 1891)
  - Józef Urpsza, polski jezuita, działacz charytatywny, farmaceuta (ur. 1880)
- 1975:
  - Witold Dobrowolski, polski dziennikarz i sprawozdawca sportowy (ur. 1912)
  - József Lengyel, węgierski poeta, prozaik (ur. 1896)
  - Zutty Singleton, amerykański perkusista jazzowy (ur. 1898)
- 1977 – Gerhard Scheffler, niemiecki polityk nazistowski (ur. 1894)
- 1978 – Marija Grinberg, rosyjska pianistka, pedagog (ur. 1908)
- 1979:
  - Walter Keppel, brytyjski arystokrata, wojskowy (ur. 1882)
  - Santos Urdinarán, urugwajski piłkarz (ur. 1900)
- 1980:
  - Kristian Kristiansen, norweski poeta, dramaturg (ur. 1909)
  - Stefan Starnawski, polski pułkownik (ur. 1899)
  - Alan Valentine, amerykański rugbysta (ur. 1901)
- 1982 – Jackie Jensen, amerykański baseballista (ur. 1927)
- 1983:
  - Jack MacBryan, brytyjski krykiecista, hokeista na trawie (ur. 1892)
  - Anna Zawadzka, polska malarka (ur. 1888)
- 1984:
  - Siemion Mielnikow, radziecki generał porucznik (ur. 1902)
  - Zosima Szaszkow, radziecki polityk (ur. 1905)
  - Ernest Tidyman, amerykański pisarz, scenarzysta filmowy (ur. 1928)
- 1986 – Raymond Loewy, amerykański projektant, pionier streamline (ur. 1893)
- 1987 – Pak Yung-sun, północnokoreańska tenisistka stołowa (ur. 1956)
- 1988 – Wiktor Weintraub, polski krytyk i historyk literatury, pisarz emigracyjny pochodzenia żydowskiego (ur. 1908)
- 1989 – Artur Sandauer, polski pisarz, krytyk literacki, tłumacz, filozof, biblista pochodzenia żydowskiego (ur. 1913)
- 1991:
  - Stanisław Bugalski, polski kolarz szosowy (ur. 1931)
  - Axel Eggebrecht, niemiecki dziennikarz, pisarz (ur. 1899)
- 1992 – Władysław Klamerus, polski rzeźbiarz, malarz, scenograf (ur. 1956)
- 1993 – Léo Ferré, francusko-monakijski pieśniarz (ur. 1916)
- 1994 – Jan Leśny, polski historyk, mediewista, wykładowca akademicki (ur. 1947)
- 1995:
  - Ołeś Honczar, ukraiński pisarz, polityk (ur. 1918)
  - Stanisław Kochanek, polski malarz, rzeźbiarz (ur. 1905)
  - Ryszard Nieścieruk, polski trener żużlowy (ur. 1949)
  - Siergiej Szuplecow, rosyjski narciarz dowolny (ur. 1970)
- 1996:
  - Kenneth Bainbridge, amerykański fizyk jądrowy (ur. 1904)
  - Jeff Krosnoff, amerykański kierowca wyścigowy (ur. 1964)
- 1997 – Longin Majdecki, polski historyk sztuki, architekt krajobrazu (ur. 1925)
- 1999:
  - Władysław Hasior, polski rzeźbiarz, malarz, scenograf (ur. 1928)
  - Gar Samuelson, amerykański perkusista, członek zespołów: Megadeth, The New Yorkers i Fatal Opera (ur. 1958)
- 2000:
  - Jozef Mistrík, słowacki językoznawca, literaturoznawca, wykładowca akademicki (ur. 1921)
  - Marcus Oliphant, australijski fizyk, polityk (ur. 1901)
- 2001 – Ałła Graczowa, ukraińska reżyserka filmów animowanych (ur. 1924)
- 2002:
  - Harry Igor Ansoff, rosyjski ekonomista (ur. 1918)
  - Joaquín Balaguer, dominikański prawnik, pisarz, polityk, prezydent Dominikany (ur. 1906)
  - Dick Ploog, australijski kolarz torowy (ur. 1936)
- 2004:
  - Bianca Berini, włoska śpiewaczka operowa (mezzosopran dramatyczny) (ur. 1928),
  - Germano, portugalski piłkarz (ur. 1932)
  - Tadeusz Sołtyk, polski konstruktor lotniczy (ur. 1909)
- 2005:
  - Mark Carlisle, brytyjski arystokrata, polityk (ur. 1929)
  - Tilly Fleischer, niemiecka lekkoatletka, oszczepniczka (ur. 1911)
  - Jerzy Jarnuszkiewicz, polski rzeźbiarz, projektant monet (ur. 1919)
  - Cicely Saunders, brytyjska lekarka, twórczyni nowoczesnej medycyny paliatywnej (ur. 1918)
  - Marian Wolniewicz, polski teolog, biblista, tłumacz (ur. 1919)
- 2006 – Aleksander Wojtkiewicz, łotewsko-polski szachista (ur. 1963)
- 2007:
  - John Ferguson Sr., kanadyjski hokeista (ur. 1938)
  - Zbigniew Rogowski, polski dziennikarz, publicysta, krytyk filmowy, korespondent (ur. 1923)
- 2008:
  - Irena Hejducka, polska lekkoatletka, sprinterka (ur. 1929)
  - Maria Hrabowska, polska lekarz immunolog, harcmistrzyni, przewodnicząca ZHP (ur. 1936)
- 2009:
  - Jacek Kucharzewski, polski architekt, urbanista, samorządowiec, prezydent Opola (ur. 1937)
  - Zbigniew Zapasiewicz, polski aktor, reżyser, pedagog (ur. 1934)
- 2010:
  - Mădălina Manole, rumuńska piosenkarka, kompozytorka (ur. 1967)
  - Andrzej Rzeźniczak, polski przedsiębiorca, polityk, senator RP (ur. 1947)
- 2011 – Otia Ioseliani, gruziński pisarz (ur. 1930)
- 2012:
  - Henryka Biedrzycka, polska reżyser dubbingowa (ur. 1926)
  - Sixten Jernberg, szwedzki biegacz narciarski (ur. 1929)
- 2013:
  - Vicente Arenari Filho, brazylijski piłkarz, trener (ur. 1935)
  - Thad Jakubowski, amerykański duchowny katolicki pochodzenia polskiego, biskup pomocniczy Chicago (ur. 1924)
- 2014:
  - Alice Coachman, amerykańska lekkoatletka, skoczkini wzwyż i sprinterka (ur. 1923)
  - Guillermo Leaden, argentyński duchowny katolicki, biskup pomocniczy Buenos Aires (ur. 1913)
  - Horacio Troche, urugwajski piłkarz, trener (ur. 1936)
  - Andrzej Zaporowski, polski dziennikarz, reżyser telewizyjny (ur. 1939)
- 2015:
  - Willer Bordon, włoski samorządowiec, polityk (ur. 1949)
  - Krzysztof Kruszewski, polski profesor nauk humanistycznych, pedagog, polityk, minister oświaty i wychowania (ur. 1939)
- 2016:
  - Péter Esterházy, węgierski prozaik, eseista (ur. 1950)
  - Henryk Górski, polski pułkownik, lekarz, twórca ekslibrisów (ur. 1930)
  - Atilio López, paragwajski piłkarz, trener (ur. 1926)
  - Athanasius Usuh, nigeryjski duchowny katolicki, biskup Makurdi (ur. 1942)
  - Hallard White, nowozelandzki rugbysta, trener i działacz sportowy (ur. 1929)
- 2017:
  - Feliks Dela, polski strażak, generał brygadier, komendant główny PSP (ur. 1943)
  - Anne Golon, francuska pisarka (ur. 1921)
  - Julia Hartwig, polska poetka, eseistka, tłumaczka (ur. 1921)
  - Marek Wysocki, polski aktor, reżyser teatralny, kompozytor (ur. 1956)
- 2018:
  - Theo-Ben Gurirab, namibijski polityk, premier Namibii (ur. 1938)
  - Jan Krawczyk, polski kolarz szosowy (ur. 1956)
  - Ron Thomas, amerykański koszykarz (ur. 1950)
- 2019:
  - Hossain Mohammad Ershad, banglijski generał, polityk, premier i prezydent Bangladeszu (ur. 1930)
  - Nereo Laroni, włoski działacz kulturalny, samorządowiec, polityk, burmistrz Wenecji, eurodeputowany (ur. 1934)
  - Pernell Whitaker, amerykański bokser (ur. 1964)
  - Paul Zipfel, amerykański duchowny katolicki, biskup Bismarck (ur. 1935)
- 2020:
  - Cezar Korolenko, rosyjski psychiatra (ur. 1933)
  - Katarzyna Otmianowska-Mazur, polska astronom (ur. 1957)
  - Bronisław Piasecki, polski duchowny katolicki, teolog (ur. 1940)
  - Milan Šašik, słowacki duchowny greckokatolicki, biskup eparchii mukaczewskiej (ur. 1952)
  - Lucyna Szubel, polska poetka (ur. 1932)
- 2021:
  - Christian Boltanski, francuski artysta intermedialny, malarz (ur. 1944)
  - Krystyna Domańska-Maćkowiak, polska muzykolog, dyrygentka (ur. 1936)
  - Mamnun Husajn, pakistański przedsiębiorca, polityk, prezydent Pakistanu (ur. 1940)
  - Kurt Westergaard, duński rysownik, karykaturzysta (ur. 1935)
- 2022:
  - Jürgen Heinsch, niemiecki piłkarz, trener (ur. 1940)
  - Francisco Morales Bermúdez, peruwiański generał, polityk, premier i prezydent Peru (ur. 1921)
  - Anna Popowicz, polska prawnik, polityk, wiceminister kultury (ur. 1948)
  - Eugenio Scalfari, włoski dziennikarz, pisarz, polityk (ur. 1924)
  - Pleun Strik, holenderski piłkarz (ur. 1944)
  - Ivana Trump, amerykańska bizneswoman, modelka, pisarka (ur. 1949)
- 2023:
  - Stanisław Bolkowski, polski inżynier elektryk, wykładowca akademicki (ur. 1930)
  - Adolf Fiałkiewicz, polski fizyk, wykładowca akademicki (ur. 1929)
  - Adel Theodor Khoury, libańsko-niemiecki duchowny greckokatolicki, teolog, wykładowca akademicki (ur. 1930)
  - Kazimierz Klimczak, polski pułkownik, żołnierz AK, uczestnik powstania warszawskiego (ur. 1914)
- 2024:
  - Julien Andavo Mbia, kongijski duchowny katolicki, biskup Isiro-Niangara (ur. 1950)
  - Zdzisław Góralczyk, polski ekonomista, wykładowca akademicki, dyplomata (ur. 1936)
  - Dimityr Zaprjanow, bułgarski judoka (ur. 1960)
- 2025:
  - John MacArthur, amerykański duchowny baptystyczny, kaznodzieja, pisarz (ur. 1939)
  - Grzegorz Marszałek, polski grafik, plakacista, ilustrator, profesor sztuk plastycznych (ur. 1946)
  - Aleksandr Mitta, rosyjski reżyser i scenarzysta filmowy (ur. 1933)
  - Tadeusz Rolke, polski fotografik, prekursor polskiej fotografii reportażowej, uczestnik powstania warszawskiego (ur. 1929)